# Gerald Verner White
Pour les articles homonymes, voir White.
Gerald Verner White (6 juillet 1879-24 octobre 1948) est un homme politique canadien de l'Ontario. Il est député fédéral unioniste (conservateur) de la circonscription ontarienne de Renfrew-Nord à la suite d'une élection partielle en 1906 à 1917.

## Biographie
Né à Pembroke en Ontario, White étudie à l'école publique de Pembroke et reçoit un diplôme en génie minier de l'Université McGill en 1901. Il entre ensuite dans le commerce du bois et devient éventuellement président de la Cunningham Lumber Company et de la Pembroke Standard, Limited.
Élu député lors d'une élection partielle déclenchée après la mort de son père en 1906, il est réélu en 1908 et en 1911. Durant la Première Guerre mondiale, il est colonel du Corps expéditionnaire canadien. Il est nommé commander de l'ordre de l'Empire britannique en 1918 pour ses efforts durant la guerre.
Il est nommé au Sénat du Canada pour la division de Pembroke en Ontario sous la recommandation de Robert Borden en 1917. Il meurt en fonction en 1948.
Son père, Peter White, est député fédéral de Renfrew-Nord en 1874, de 1876 à 1896 et de 1904 à son décès en 1906 et président de la Chambre des communes du Canada de 1891 à 1896.